# سویاتوسلاف میخیلیوک
سویاتوسلاف میخیلیوک (اوکراینی: Святосла́в Михайлю́к؛ زادهٔ ۱۰ ژوئن ۱۹۹۷) بازیکن بسکتبال اهل اوکراین است.
از باشگاه‌هایی که در آن بازی کرده‌است می‌توان به دیترویت پیستونز و لس آنجلس لیکرز اشاره کرد.